# Oroonoko

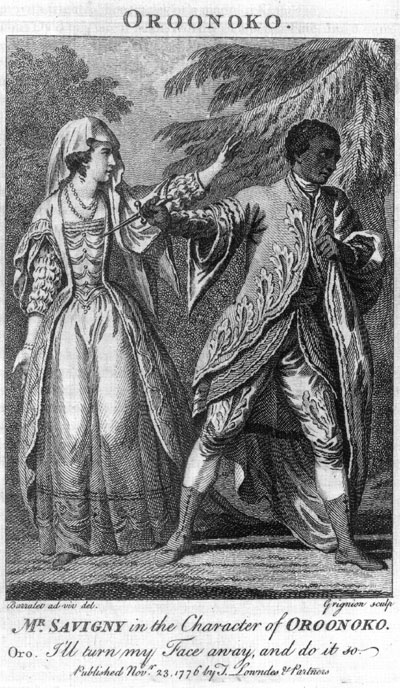
Oroonoko mata Imoinda durante peça de teatro feita por Thomas Southerne, em 1776

Oroonoko (leia-se Orunoko) é um curto romance feito pela escritora inglesa Aphra Behn e publicado em 1688. A obra, cujo protagonista é um africano, escravizado e levado ao Suriname durante a década de 1660, conta uma trágica relação amorosa e, aparentemente, foi inspirada nas viagens que a própria autora fez às colônias sul-americanas. Frequentemente afirma-se que Aphra Behn foi, historicamente, a primeira escritora da literatura inglesa a basear-se em fatos reais. Embora isso não seja totalmente verdadeiro, Behn sem dúvida é a primeira inglesa que se dedicou profissionalmente à composição de romances e peças de teatro. "Oroonoko" enfileira-se entre os mais antigos romances da língua inglesa, e descreve bem o sistema escravagista da época.

## Resumo
"Oroonoko" é um romance relativamente curto cujo título completo é, na verdade, "Oroonoko, ou o Escravo Real" (em inglês, "Oroonoko, or the Royal Slave"). A obra relata as desventuras de Oroonoko, neto de um rei africano: Oroonoko enamora-se com Imoinda, a filha do mais competente general do reino. Mas a jovem mulher também é desejada ardentemente pelo rei, o qual ordena-lhe que seja uma de suas esposas (Aphra Behn supõe que todas as tribos africanas praticam poligamia). Imoinda prefere o príncipe Oroonoko e, portanto, recusa obedecer. Ela faz o rei saber que prefere morrer do que casar-se com o velho tirano. O rei enfurece-se por causa da escolha da jovem mulher e a vende como escrava. Oroonoko, de forma semelhante, é capturado pelo malicioso capitão do navio-negreiro. Os dois capturados são levados ao Suriname, que então era uma colônia inglesa nas Antilhas cuja economia era plenamente baseada no cultivo da cana-de-açúcar. Oroonoko e Imoinda chegam ao mesmo local e, portanto, são capazes de se comunicar, embora a beleza da jovem rapidamente desperte o desejo de Byam, o deputado-governador da colônia.

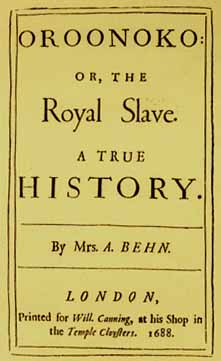
A primeira edição de "Oroonoko", de1688.

Oroonoko, furioso devido a sua condição de vida, rapidamente inspira e organiza uma rebelião dos escravos locais: os rebeldes são rechaçados pelos soldados para fora da colônia, e a maioria deles depõe as armas quando Byam lhes promete anistia. Apesar dessa promessa, e por ser o líder da rebelião, Oroonoko é severamente açoitado. Desejando vingar sua dignidade e manifestar sua ira, Oroonoko mata o deputado-governador, embora ele saiba que, por isso, seria procurado e, indubitavelmente, executado. Por temer que Imoinda talvez sofresse violência sexual ou outras humilhações depois de sua morte, Oroonoko planeja matá-la também. Os dois amantes discutem sobre esse plano e Imoinda finalmente consente em morrer, por desespero. Por causa do amor que sente por Imoinda, Oroonoko por muito tempo hesita em apunhalar antes a jovem mulher: contudo, quando ele finalmente a mata, um sorriso aparece na face de sua amada. Oroonoko, em seguida, vela o corpo de Imoinda e nem mesmo tenta fugir: ele é reencontrado pelos soldados, que conseguem interromper seu suicídio, mas somente para que ele esteja apto para experimentar a execução pública. Do começo ao fim de sua longa e torturante execução através do esquartejamento, Oroonoko em silêncio fuma cachimbo e estoicamente resiste à intensa dor sem sequer um grito.
Pouco depois da morte de Oroonoko, os holandeses apropriam-se da colônia e sufocam outra rebelião, massacrando sem compaixão os escravos.

## Análise
Gramaticalmente, o romance mistura a primeira e a terceira pessoa, porque toda a aventura é contada por uma testemunha fictícia, que observa por um ponto-de-vista externo a vida dos dois amantes do Suriname. Ela apresenta-se como uma jovem aristocrata inglesa, que acaba de chegar à colônia com seu pai, o qual em princípio devia fazer-se o novo deputado-governador, mas com azar morre durante a viagem de navio. Contudo, é providenciada à jovem mulher e sua família uma das mais belas casas da região. Além da aventura de Oroonoko e Imoinda propriamente dita, as experiências da jovem frequentemente aparecem no texto para interromper a trama principal em breves citações. Ao fim do romance, a mulher abandona o Suriname e volta para Londres.
A estrutura da obra divide-se em três grandes partes. Primeiramente, o texto inicia-se através de um depoimento (fantasioso) sobre a autenticidade do conto. A escritora assegura que sua obra não consiste nem de ficção nem de ensaio histórico pedante. Aphra Behn jura que ela é a testemunha ocular direta dos fatos que conta. Ela ainda chama a atenção do leitor para que nunca tentou embelezar ou falsear os fatos, sempre se esforçando para basear o conto somente na realidade. Na segunda parte, segue uma descrição do Suriname e dos indígenas, os quais há muito tempo ainda viviam sem os europeus. A autora observa os indígenas como um povo saudável e sem ostentações, que aparentemente ainda goza as condições de vida dos tempos áureos, como, aliás, evidencia a presença de ouro naquela região. Somente após esses dois prólogos começa o conto propriamente dito sobre Oroonoko, com a trama entre o rei e o capitão e a captura de Imoinda e do príncipe. Os acontecimentos seguintes, por serem observados diretamente por uma jovem inglesa, são reportados usando o tempo gramatical presente; Oroonoko e Imoinda encontram-se e depois encontram a inglesa. A terceira e última secção contém o conto sobre a rebelião conduzida por Oroonoko e seu trágico fim.

## Contexto histórico e biográfico
A vida de Aphra Behn é até hoje muito pouco conhecida. Entretanto sabe-se, sem dúvida, que ela foi recrutada como espiã do rei inglês Carlos II, no começo da Segunda guerra anglo-holandesa, com o objetivo de desmascarar um agente duplo no estrangeiro. Mas o rei Carlos aparentemente pagou somente uma parte — ou mesmo não pagou totalmente — o trabalho de Aphra, a qual,  consequentemente, sofreu com a falta de dinheiro depois de sua volta à Inglaterra. Behn, além disso, ficou viúva, empobreceu e ficou durante alguns dias presa por causa de muitíssimas dívidas, antes de, finalmente, ficar famosa e obter sucesso literário. Aphra Behn, além disso, escreveu várias peças de teatro, as quais receberam boa aceitação do público e confirmaram seu status de escritora plenamente estabelecida; durante a década de 1670, só as peças de John Dryden foram mais assistidas do que as de Behn.
Aphra tentou escrever mais uma longa obra em prosa, precisamente romances, mas somente pouco antes do fim de sua carreira — e "Oroonoko" foi publicado no ano da sua morte — quando completou 48 anos de idade. Entre os romances da escritora, "Oroonoko" sempre foi o mais estudado. Embora a primeira edição da obra, quando a autora ainda vivia, não tenha desfrutado de extraordinário sucesso, o livro, de fato, vendeu o suficiente, mas as aventuras do príncipe Oroonoko não fizeram muita fama antes da adaptação para o teatro feita por Thomas Southerne. O romance, portanto, começou a ser lido, atentamente, somente alguns anos depois da morte da escritora. Desde então diversos críticos consideraram a autenticidade do conto proclamada por Behn, ora com seriedade, ora com cautela. Os primeiros biógrafos de Aphra Behn interpretaram o uso da primeira pessoa "eu" no romance como evidente indício que a autora escreveu sobre seu próprio nome; eles não hesitaram nem mesmo em acrescentar às suas descrições biográficas alguns fatos, os quais dizem respeito à jovem inglesa do romance.
Faz-se necessário, portanto, lembrar que esse romance é somente uma ficção: o "eu" da obra não significa algo preciso, igual o "eu" de Jonathan Swift em "As viagens de Gulliver", ou de Daniel Defoe em "Robinson Crusoe.

## O debate sobre a natureza autobiográfica da obra

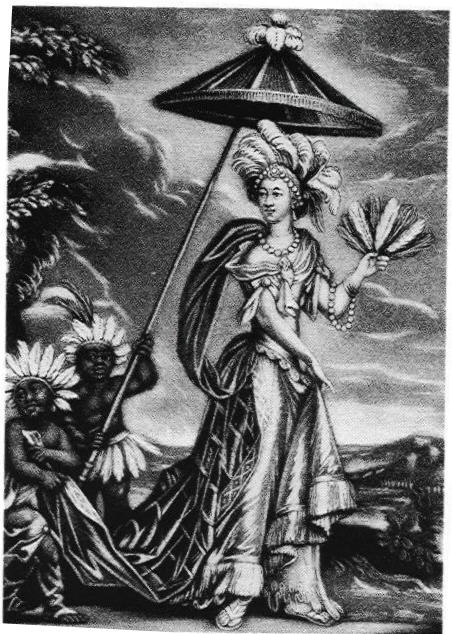
Uma atriz aparece coberta por um chapéu de plumas, em "A rainha indiana", peça de John Dryden. Dizem que este chapéu foi doado por Aphra Behn a Thomas Killigrew, depois da suposta viagem da escritora ao Suriname.

Os comentaristas até hoje não conseguiram distinguir a parte autobiográfica do texto em "Oroonoko". Precisamente, a jovem inglesa simboliza Aphra Behn ou não? Há mais de um século que os críticos não concordam sobre o fato da viagem ao Suriname ter ou não ocorrido e, se aconteceu, sobre a data. De um lado, a jovem inglesa relata que "viu" carneiros na colônia, embora na realidade esses animais não pudessem suportar o clima daquela região, isso até obrigou os colonos a importar carne, fornecida pela Virgínia. Aliás, como enfatiza Ernest Bernbaum em "Mrs. Behn's Oroonoko", Aphra Behn poderia encontrar todas as informações básicas sobre o Suriname nos relatos de viagem de William Byam ou George Warren, os quais foram abundantemente divulgados em Londres na década de 1660. Por outro lado, como observam J. A. Ramsaran e Bernard Dhuiq, Aphra Behn com sucesso e precisão desenhou as paisagens locais e os aspectos gerais da colônia. Além disso, a acuidade topográfica ou sociológica não eram a maior preocupação dos leitores de romance do século XVII, e Aphra Behn mesmo, costumeiramente, não cuida disso em outras obras.
Suas peças, em grande parte, desenrolavam-se sobre um fundo definido não muito claro, e continham poucas descrições. Por que então esclarecer o conteúdo altamente preciso de Oroonoko? Também observa-se que todos os europeus mencionados no romance realmente estiveram no Suriname durante aquele período; a autora nunca arrogou inventar totalmente os colonos fictícios. Os personagens do romance, em último lugar, mas não de lastro, não coincidem com as preferências de Aphra Behn em relação aos personagens fictícios. A jovem escritora contemporânea da Guerra Civil Inglesa, sempre fervorosa monarquista, usualmente encenou fiéis aprovadores do rei inglês Carlos II, para criar um contraste aos partidários perversos do Parlamento. "Oroonoko" não é coerente com esse modelo, talvez porque a escritora devesse respeitar os fatos reais. Por exemplo, Byam e James Bannister, ambos monarquistas, possuem, contudo respectivamente, personagens livres em excesso e sádicos. Totalmente ao contrário, George Marten, autêntico aprovador de Oliver Cromwell, comporta-se com moderação, justiça e inteligência.

Resumidamente, mostra-se, portanto, provável que Aphra Behn viajou ao Suriname. Porém, não pode-se plenamente identificá-la como a inglesa do romance. Primeiramente, a jovem aristocrata relata que seu pai, futuro deputado-governador da colônia, morrera durante a viagem de navio. De maneira totalmente diferente aconteceu o falecimento do pai de Aphra Behn, Bartholomew Johnson, embora ele também morrera entre 1660 e 1664. Além disso, nenhum documento atesta que outra pessoa fez-se governador da colônia, além de William Byam, durante aquele período. O único nobre que alguma vez morreu durante uma viagem de navio, foi Lorde Willoughby, o delegado oficial do rei inglês em Barbados e Suriname. Mas, observando-se isso mais profundamente, a morte do pai esclareceu a antipatia que ela sente por Byam, por fazer-se usurpador do local que era destinado ao seu pai. Essa paternidade fictícia Aphra Behn, portanto, talvez inventara para obter um pretexto oportuno para verbalizar o ódio que realmente sentia em relação ao verdadeiro Byam.
A escritora, aparentemente, não foi ao Suriname com seu esposo, embora ela, possivelmente, o conheceu na América do Sul ou durante o retorno. Uma mulher daquele tempo se viesse de uma família aristocrata e tivesse uma vida negligente, certamente não empreenderia sozinha uma viagem de navio deste tipo. Pode-se supor, portanto, que Behn iniciou a aventura, àquela colônia, juntamente com sua família ou, se não, então sob o controle maternal de uma senhora mais velha. Concernentemente ao objetivo da viagem, a crítica Janet Todd opina que tratava-se de espionagem. O deputado-governador Byam possuía grande poder na região, e isso afrontava não só os ex-republicanos, como o coronel George Marten, mas também outros monarquistas. Devido a capacidade de Byam como governador este parecia mais e mais duvidoso e o Lorde Willoughby ou o rei Carlos II, talvez, comissionou Aphra Behn com uma discreta investigação sobre a administração da colônia.
Além de alguns fatos aqui apresentados, pouco dos acontecimentos pode-se, com certeza, provar. Os primeiros biógrafos de Aphra Behn acreditavam plenamente nas afirmações de Aphra Behn sobre o romance. Alguns deles até mesmo inventaram relações amorosas entre a escritora e o protagonista Oroonoko. Um anônimo desmentiu isso em 1698 nas "Memórias de Aphra Behn, escritas por alguém do sexo frágil" (em inglês, "Memoirs of Aphra Behn, Written by One of the Fais Sex"). O livro, sem autoria, enfatiza que a escritora era jovem demais durante o período dos fatos relatados, para que isso fosse verdade. Biógrafos posteriores, contudo, levantaram novamente essa polêmica, quer para apoiar, quer para refutar essa hipótese fantasiosa. Em resumo, parece muito mais interessante e "remunerador" considerar esse romance como um relato de investigação ou um documento histórico, do que uma autobiografia.

## Possíveis modelos de Oroonoko

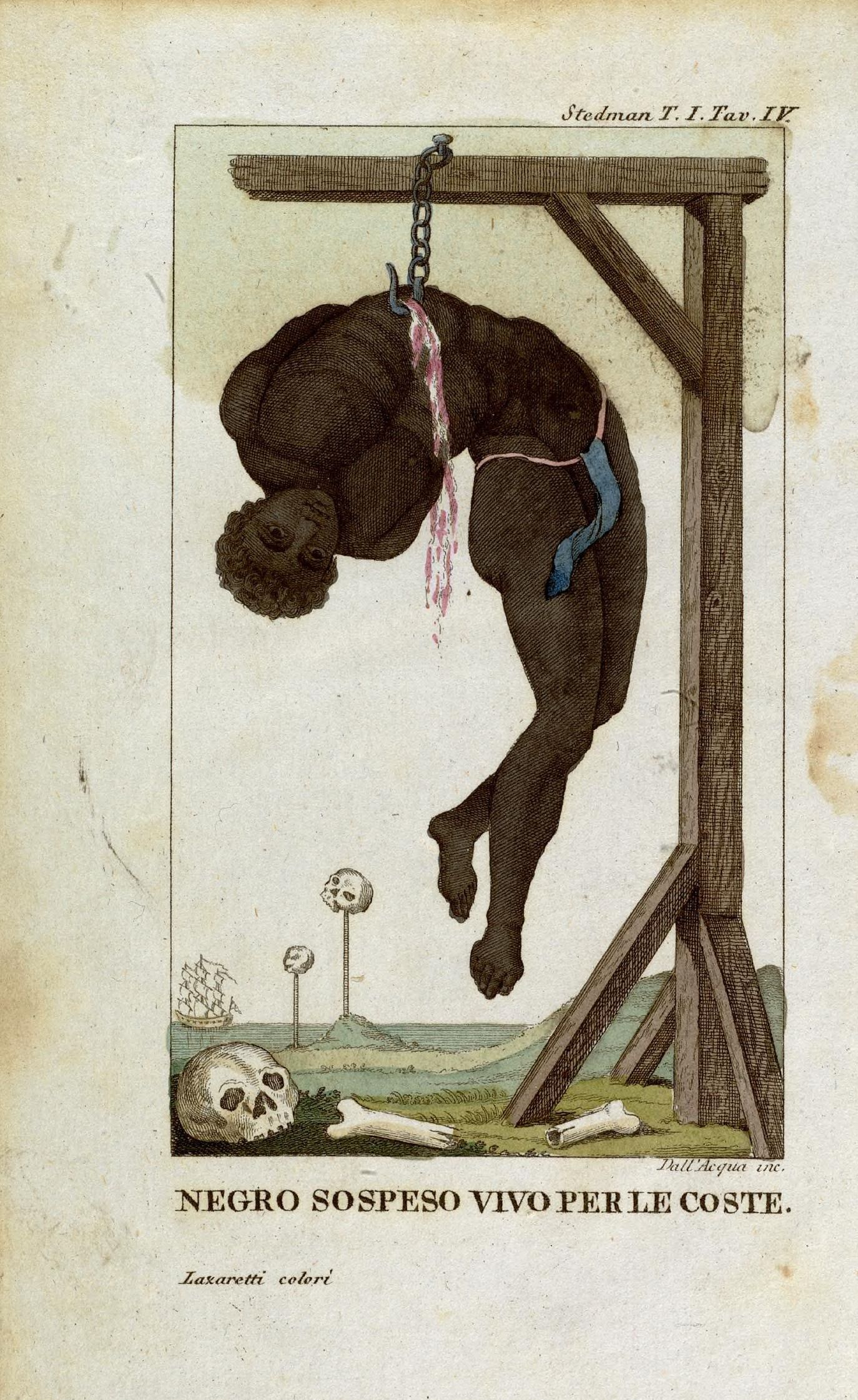
"Negro enforcado sobre o estrado de um cadafalso", conforme gravura de William Blake, em 1792. Eis um bom exemplo das bárbaras punições que aplicavam-se, algumas vezes, nos escravos no Suriname.

Os leitores e os comentaristas seriamente apoiaram durante vários séculos que Oroonoko, bem como outros detalhes descritos no romance, verdadeiramente existiu, organizou a rebelião de seus camaradas e, até mesmo, encontrou a escritora, embora não exista nenhuma prova verídica disso. Aphra Behn, de fato, escreveu no romance que ela, pessoalmente e realmente, encontrara um príncipe africano escravizado. Mas, apesar de três séculos de estudos, nenhum crítico foi capaz de encontrar um personagem histórico que coincidisse com as descrições feitas pela autora. Portanto, pode-se afirmar que, o protagonista desse romance seja parcialmente fictício, embora ele seja possivelmente um pouco inspirado no real Suriname daquela época.
Um dos personagens que mais assemelham-se com Oroonoko é, sem dúvida, um colono branco do Suriname, chamado Thomas Allin. Esse homem tornou-se um alcoólatra, devido à miséria e ao cansaço causados pela colônia sem hospitalidade. Ele, conforme conta-se, costumava proferir insultos tão cruéis, que o deputado-governador Byam receava a dissolução do tribunal, quando ocasionalmente repetia o processo de Thomas a eles. No romance, Oroonoko planeja assassinar Byam e, posteriormente, matar-se. Isso coincide com o plano de Allin, que intencionara assassinar o Lorde Willoughby e tirar sua própria vida, porque dizia não ser capaz de "ter minha própria vida, quando não posso alegrá-la com liberdade e dignidade". Ele somente feriu Willoughby, que colocou-o na prisão, onde conseguiu matar-se. Contudo, seu cadáver foi levado ao cadafalso.
É necessário precisar que Allin fora um fazendeiro livre, não escravo, servo por contrato (em inglês "indentured servant"). A "liberdade e a honra", pelos quais ele esforçou-se, consistiam mais em independência, não em emancipação. Ele, aliás, não vinha de uma família nobre e seu desprezo por Willoughby não envolvia qualquer relação amorosa. As similaridades com Oroonoko, portanto, não dizem respeito só ao crime e à punição de Thomas Allin. Até mesmo se Aphra Behn abandonasse o Suriname em 1663, ela ainda poderia se informar sobre os acontecimentos na colônia através da leitura do "Relato Exato" (Exact Relation), o qual Willoughby publicou depois de sua volta a Londres em 1666, e ela talvez tenha decidido, portanto, ligar a bárbara execução de Allin com o cruel governador do romance, Byam.
Durante a estadia da escritora no Suriname (cerca de 1663) ela, como se diz, assistiu a chegada de um navio-negreiro e de suas 130 "mercadorias", depois da morte de 54 deles durante a viagem. Os escravos africanos experimentavam condições diferentes dos servos brancos garantidos da Inglaterra, e tiveram uma vida muito difícil. Eles, por causa disso, frequentemente atacavam a colônia. Contudo, nenhum rebelde parece coincidir com esse relato em "Oroonoko". Além disso, Oroonoko mesmo tem, segundo o texto, aspectos físicos totalmente inusitados em comparação aos seus camaradas: ele tem pele mais negra, mas também um nariz greco-afilado e uma rija cabeleira. A falta de documentos históricos atestando uma rebelião maciça, as estranhas qualidades físicas de Oroonoko e sua típica conduta europeia, tudo isso indica que o protagonista do romance é fictício. Seu nome é, além disso, visivelmente inventado; alguns nomes na língua iorubá soam semelhantes o suficiente, mas a maioria dos escravos africanos do Suriname veio de Gana. A palavra Oroonoko aparentemente tem mais origem literária, porque ela é próxima do nome de Oroondates, um dos personagens do teatro francês "Kasandro", feito por La Calprenede,o qual Aphra Behn certamente leu. Nesta obra, Oroondates é um príncipe cita, cuja amante é raptada pelo velho rei. Mas também pode-se associar Oroonoko com o rio Orinoco, na Venezuela, na mesma latitude da então instalada colônia. Nesse caso, o nome do protagonista seria, portanto, uma alegoria dessa desprezível, mal afamada e administrada região.

## Aphra Behn e escravidão
A colônia de Suriname começou a importar escravos a partir de 1650, porque os servos por contrato da Inglaterra eram poucos para garantir uma máxima produção de cana-de-açúcar. Em 1662, o duque de York recebeu uma ordem na qual ele deveria fornecer 3.000 escravos das Antilhas, sobre esse negócio ocupou-se também o Lorde Willoughby. Mais frequentemente, os navegantes ingleses tratavam com os escravagistas locais na África e muito raramente capturavam os escravos. Por isso, o rapto de Oroonoko não parece verdadeiramente crível. Existiam, de fato, algumas incursões de captura, conduzidas pelos europeus, mas isso acontecia somente como uma última solução, porque os navegantes temiam, por azar, capturar alguém de alto valor para as tribos aliadas a ele. Os escravos, frequentemente, vinham mais da Costa do Marfim, principalmente do território ganês.
Conforme o biógrafo Janet Todd, Aphra Behn pessoalmente não discordava da escravidão. Ela aceitava o conceito de que povos poderosos tivessem o direito de suplantar os povos mais fracos, e ela, conforme diz-se, durante sua infância, escutava muitas fábulas orientais nas quais "os mongóis escravizavam vilas europeias inteiras. Além disso, o marido de Aphra Behn aparentemente foi um certo Sr. Johan Benn, que viajou de navio "O Rei Davi" do porto de Hamburgo. Esse Johan Benn fôra, de fato, um escravagista de origem holandesa; ele aparentemente mudou para Londres para comercializar com as colônias inglesas sob falsa bandeira. Se Aphra Behn verdadeiramente fosse contra a escravidão como sistema geral, ela certamente não seria casada com um escravagista. Por outro lado, sabe-se o suficiente, com certeza, que esse casamento foi infeliz; "Oroonoko", escrito mais de 20 anos depois da morte de seu marido, com precisão apresenta o capitão-escravagista e o sequestrador do príncipe como as mais abomináveis personagens de todo o romance.
Janet Todd, aparentemente, afirma que quando escreve, Aphra Behn não é rispidamente contra a escravidão, mas continuamente suavizava sua opinião sobre esse sistema. As últimas frases do romance exprimem a honra da jovem inglesa, mas ela expressa um lamento somente por Oroonoko mesmo, e não critica a escravatura em geral. Totalmente ao contrário, o monarquismo da autora é incontestável: conforme Behn, nem se pode, nem há o direito de escravizar um legítimo rei, e nenhum país é capaz de prosperar sem monarquia. O Suriname fictício que ela descreve é como um corpo sem cabeça. Sem um chefe natural como rei, as pessoas eminentes do local, fracos e corruptos, fazem mau uso de seu poder. Falta à colônia alguma personalidade como o Lorde Willoughby ou o pai da jovem inglesa, que é um autêntico lorde. Sem tal autoridade, Oroonoko é torturado e executado.
Através de seu romance, Aphra Behn talvez desejasse evidenciar o fato de que o Suriname era realmente uma terra cheia de promessas, que somente aguardava um verdadeiro nobre para aflorar, graças ao seu reinado. Assim, como outras pessoas enviadas ao Suriname para fazer um inquérito sobre a colônia, Aphra Behn sentiu que o rei Carlos II não sabia o suficiente sobre as reais riquezas naturais da região. Ela ficou desiludida quando o rei cedeu o Suriname a Holanda em 1667 pelo Tratado de Breda. Pode-se claramente sentir isso no romance; conforme Aphra Behn, a Inglaterra, embora uma sociedade muito aristocrata, de fato, administrava mal a colônia e os escravos por causa da falta de um verdadeiro líder nobre. Ela opinava que os democratas e mercantilistas holandeses conduziriam até mesmo pior a colônia. Consequentemente, o incompetente, mas passageiro governo de Byam fora substituído pela eficaz, mas imoral, administração dos holandeses. Carlos II decidiu abandonar o Suriname porque suas ambições eram unir totalmente a América do Norte sob o controle inglês. Assim, ele aceitou trocar o Suriname por Nova Amsterdam (futura Nova Iorque).

## Importância histórica

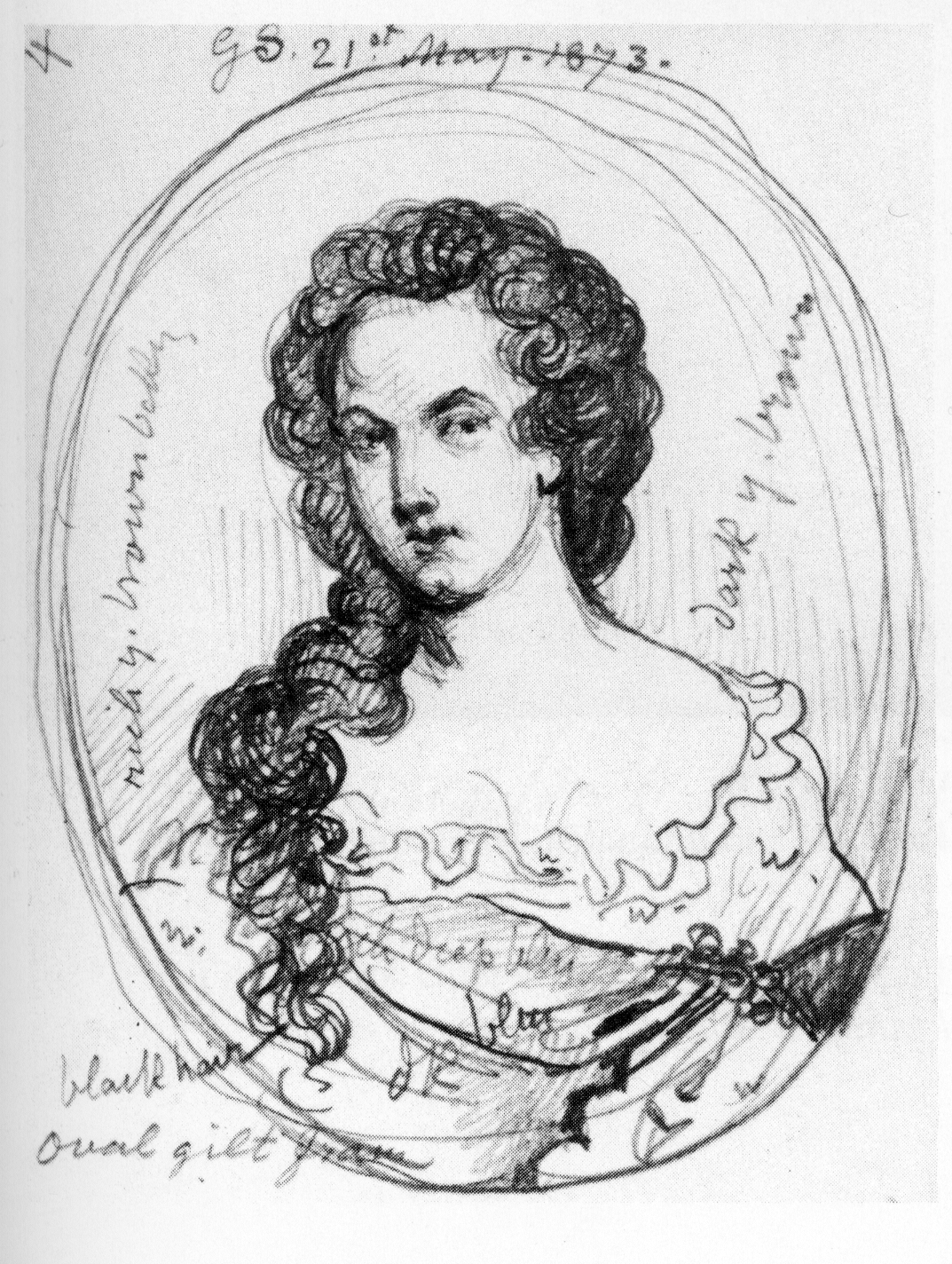
Esboço de um retrato de Aphra Behn.

Em suas peças de teatro e em seus romances, Aphra Behn costumava confessar suas preferências políticas, e a maioria de suas obras continham tal mensagem. A edição de "Oroonoko" deve ser remetida à história em si, mas também ao contexto literário. Conforme Charles Gildon, a escritora não hesitava escrever seu romance até mesmo com outras pessoas presentes. Aphra relata que escreveu o romance de uma vez só, somente deixando a si mesma raras pausas para refletir. Embora voltasse de sua viagem ao Suriname em 1663 ou 1664, Aphra Behn não escreveu seu "conto americano" durante 24 anos; somente em 1688 ela finalmente decidiu começar o romance. Portanto, é interessante descobrir algum acontecimento concreto que deu início a redação de "Oroonoko".
O ano de 1688 foi muito tumultuado na Inglaterra. O rei Carlos II morreu e Jaime II chegou ao trono. Jaime não encobria nem seu fervoroso credo católico, nem seu casamento com uma esposa da mesma religião. Isso indignava os ex-partidários parlamentares, os quais novamente tramaram uma rebelião. De tal modo era, em geral, tenso o ambiente quando Behn escreveu "Oroonoko". Então, encontram-se no romance diversas observações feitas por Oroonoko: conforme o príncipe, uma promessa de um rei é sagrada, um rei não tinha direito de trair um juramento, e a honra de qualquer pessoa que seja sempre depende disso, se seguia suas promessas ou não. Essas frases com conselhos morais, possivelmente foram direcionadas aos muitos cortesãos que, originalmente, juraram fidelidade a Jaime II e, depois, iniciaram um complô contra ele. O romance, além disso, é ardentemente desfavorável à Holanda e à democracia. Porque o candidato preferido do Partido Whig era o neerlandês Guilherme III, Aphra Behn visivelmente argumentava em prol do Partido Tory, através da ênfase em abominações feitas pelos holandeses no Suriname, ao mesmo tempo enfatizando também a santidade e imanência da monarquia.
Mas o partido político amparado por Aphra Behn finalmente perdeu e a Gloriosa Revolução foi estabelecida pelo "Act of Settlement" (1701), segundo o qual o credo protestante fez-se desde então superior ao sangue na decisão sobre o substituto para a coroa britânica. A dinastia dos Stuarts assim fracassara, tanto que muitos dos leitores de "Oroonoko" depois esqueceram esses aspectos do romance.

## Importância literária
Não é verdade que "Oroonoko" foi o "primeiro romance inglês". Além do clássico e difícil problema da definição exata do gênero romântico, Aphra Behn escreveu ao menos uma outra ficção antes de "Oroonoko": a carta romântica intitulada "Cartas de Amor entre um nobre e sua irmã" (Love-letters between a Noble-Man and his Sister), foi publicada 15 anos mais cedo que seu mais importante romance. Contudo, pode-se considerar "Oroonoko" um dos mais antigos exemplos de uma categoria muito específica de romances; o texto tem uma intriga linear e segue as regras da biografia. Ele apresenta-se como uma mistura de drama teatral, relato e biografia e, portanto, é relativamente próximo ao estilo romântico moderno.

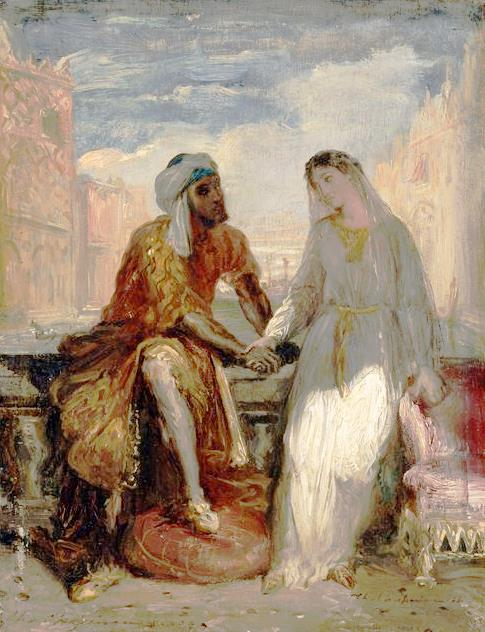
"Otelo e Desdemona em Veneza", feito por Théodore Chassériau (1819-1856).

"Oroonoko" é o primeiro romance inglês que apresenta africanos conforme um ponto-de-vista benevolente. Essa obra, assim como "Otelo, o mouro de Veneza" de William Shakespeare, instiga à reflexão sobre a natureza da monarquia e sobre raça. Oroonoko, exceto pela cor de sua pele, é antes de tudo um rei. Sua execução, portanto assemelha-se a um assassinato real e, conforme o ponto-de-vista supersticioso, teria consequências catastróficas para a pequena colônia inglesa. A intriga do romance, muito teatral, claramente aproveitou a longa experiência de Aphra Behn como autora de peças de teatro.
O romance também se diferencia de outras ficções da escritora, pela relação amorosa simples e descomplicada. No século XVIII, os leitores do romance e os espectadores da adaptação teatral, feita por Thomas Southerne, principalmente, interessavam-se pelo tema do "triângulo amoroso". Sobre o cenário "Oroonoko" é observado como uma grande tragédia, ou ao menos como um conto muito romântico e comovente. O romance, semelhantemente, fascinou leitores graças ao trágico amor de Oroonoko e Imoinda, e graças a ameaça de Byam. Contudo, paralelamente à evolução progressiva das sociedades britânicas e norte-americanas em relação à escravidão, "Oroonoko" foi mais e mais, frequentemente interpretado como um texto favorável à abolição da escravidão. Wilbur L. Cross escreveu em 1899 sobre essa obra, que fora "o primeiro romance humanista em inglês". Ele considerava Aphra Behn uma proeminente abolicionista e lamentava que "Oroonoko" aparecera cedo demais para conseguir abolir a escravidão (o que Cross observava como objetivo evidente do romance). Desde então, os comentaristas, por muito tempo, separaram Aphra Behn como a Vanguarda do Abolicionismo e, frequentemente, a comparava com Harriet Beecher Stowe. Posteriormente, no século XX, "Oroonoko" ficou famoso como etapa fundamental para o surgimento da teoria do "bom selvagem", depois de Michel de Montaigne e antes de Jean-Jacques Rousseau. Em dias mais próximos, examinou-se "Oroonoko" mais atentamente em relação ao colonialismo, mas também por causa do curioso encontro entre estrangeiros, e pelo exotismo com que se apresentavam.

## Adaptação para teatro

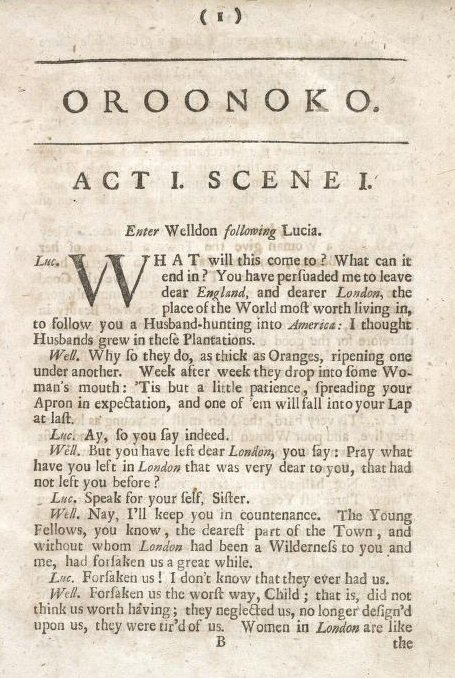
1° Ato, primeira cena de "Oroonoko" de Thomas Southerne (1695).

"Oroonoko", originalmente, não gozou de sucesso notável. Depois da primeira edição, conforme o "English Short Title Catalog", não houve uma segunda edição durante mais de oito anos, portanto, até 1696. Isso desiludiu um pouco Aphra Behn que esperava obter honorários satisfatórios graças ao romance. As vendas de "Oroonoko" começaram a crescer durante o segundo ano após a morte da escritora e, então, o romance rapidamente experimentou três reedições. O conto foi, posteriormente, revisado por Thomas Southerne para criar uma peça de teatro, intitulada "Oroonoko: uma tragédia". A peça foi representada pela primeira vez em 1695. Ela foi em seguida publicada em 1696, juntamente com o prefácio no qual Southerne exprime seu agradecimento a Aphra Behn e homenageia sua obra. A peça teve grande sucesso, que continuou através de todo o século XVIII, graças às frequentes republicações do romance. Quanto ao seu conteúdo, a adaptação, em geral, é fiel ao romance, exceto por um importante detalhe: Imoinda fez-se uma mulher branca. Como ditava a moda dos anos de 1690, Southerne, além disso, enfatizou mais as cenas que excitavam mais a piedade e a tristeza, principalmente aquela do assassinato de Imoinda pela mão de Oroonoko. Além disso, conforme o costume largamente aceito nas peças de teatro daquele período, a trama principal interrompe curtas comédias e cenas devassas. Esses fragmentos rapidamente foram retirados da peça, quando as preferências do público mudaram, sem diminuir a popularidade da obra.
Através de todo o século XVIII, a versão de Southerne foi mais popular do que a de Aphra Behn. Similarmente, os leitores do século XIX observavam a escritora como indecente demais para ser digna de leitura, e o tom de Southerne, portanto, se estabeleceu; o assassínio de Imoinda em particular é uma cena popular. Por causa da ênfase teatral sobre o aspecto trágico do conto, o ponto-de-vista dos leitores sobre o romance mudou progressivamente, passando a ser visto menos como um escrito político favorável ao Partido Tory (Partido Conservador Britânico) e mais como um "romance-comovente" de vanguarda.